# 白沢まりも
白沢 まりも（しらさわ まりも、1月4日 - ）は、日本の少女漫画家。京都府出身。血液型はA型。

## 来歴
1996年、『なかよし』（講談社）4月号増刊『なかぞう』春休み号に発表した「A little summer days」でデビュー。同作品にて第21回なかよし新人漫画賞 準入選受賞。
2000年、『なかよし』本誌掲載作コンペ企画「なかよしザ・ネクスト」（同年11月号別冊付録）にて『ODAIBAラブサバイバル』を発表。最多投票数を獲得し、同名作品の連載を開始。
その後、主に『なかよし』および同誌増刊で執筆活動を展開。

## 書誌情報
特記の無いものはすべて講談社・KCなかよしから刊行。
- ODAIBAラブサバイバル（原作：小林深雪、全2巻）

1. 2001年8月6日初版発行、ISBN 978-4-06-178969-2（「約束の夏休み」を併録）
2. 2001年12月6日初版発行、ISBN 978-4-06-178979-1（「夢をかなえる夏休み」を併録）

- 願えばきっとかなう （全1巻、著者：小林深雪、講談社X文庫『ODAIBAラブサバイバル』の姉妹編。表紙・挿絵を担当）

1. 2001年7月5日初版発行、ISBN 978-4-06-259502-5

- 仔犬ダンの物語 （全1巻、原作：東 多江子）

1. 2003年1月6日初版発行、ISBN 978-4-06-364009-0

- 17才 〜旅立ちのふたり〜 （全1巻、原作：東 多江子）

1. 2003年9月12日初版発行、ISBN 978-4-06-334775-3

- 真夏の楽園 （全1巻、『なかよし』増刊枠や『なかよし』別冊付録に発表された読みきり短編を集めた作品集）

1. 2005年8月5日初版発行、ISBN 978-4-06-364087-8

- ボンボンビザール〜よく効く恋のおまじない〜 （原作：橋本裕志/とおやましゅうこ、原案：ゼネラル・エンタテイメント、全2巻）

1. 2006年10月6日初版発行、ISBN 978-4-06-364123-3
2. 2007年2月6日初版発行、ISBN 978-4-06-364135-6

- 夢みるエンジェルブルー （全4巻）

1. 2008年3月19日初版発行 ISBN 978-4-06-375461-2
2. 2008年12月19日初版発行 ISBN 978-4-06-375611-1
3. 2009年4月28日初版発行 ISBN 978-4-06-375701-9
4. 2009年12月4日初版発行 ISBN 978-4-06-375839-9

- 夢みるエンジェルブルー 特装版

1. 2008年3月19日特装版 初版発行 ISBN 978-4-06-362105-1
2. 2008年12月19日特装版 初版発行 ISBN 978-4-06-362129-7

- 野ばらの森の乙女たち

1. 2010年11月5日初版発行 ISBN 978-4-06-364286-5
2. 2011年3月4日初版発行 ISBN 978-4-06-364298-8

- 地獄少女　閻魔あいセレクション　激こわストーリー（参加オムニバス作品集）

1. 2007年7月20日初版発行 ISBN 978-4-06-364157-8

- キズナ 本当にあった泣けちゃう感動ストーリー（参加オムニバス作品集）

1. 2012年3月6日初版発行 ISBN 978-4-06-364346-6